# Callulops yapenensis
Espèce
Callulops yapenensis est une espèce d'amphibiens de la famille des Microhylidae.

## Répartition
Cette espèce est endémique de l'île de Yapen dans les îles Yapen en Nouvelle-Guinée occidentale en Indonésie. Elle se rencontre entre 300 et 700 m d'altitude.

## Description
Le mâle holotype observé lors de la description originale mesure 48,2 mm.

## Étymologie
Son nom d'espèce, composé de yapen et du suffixe latin -ensis, « qui vit dans, qui habite », lui a été donné en référence au lieu de sa découverte, l'île de Yapen.

## Publication originale
- Günther, Stelbrink & von Rintelen, 2012 : Three new species of Callulops (Anura: Microhylidae) from western New Guinea. Vertebrate Zoology, Dresden, vol. 62, p. 407–423.